# Aperam
Aperam S.A. és una empresa que cotitza a les borses d'Amsterdam, París i Luxemburg i amb activitat al Brasil, Bèlgica i França, especialitzada en la producció d'acer inoxidable. Es va escindir d'ArcelorMittal a l'inici de 2011.

## Història corporativa
Les empreses brasileres d'Aperam majoritàriament corresponen a Acesita, empresa que va ser privatitzada pel govern brasiler el 1992 i adquirida per Usinor el 1998, tot esdevenint una filial completament propietat d'ArcelorMittal el 2007.
El 40,83% d'Aperam és propietat de la família Mittal.